# Frick-gyűjtemény
A Frick-gyűjtemény New York Manhattan kerületében található (az Ötödik sugárúton a keleti 70. utcánál) kis múzeum, mely Henry Clay Frick háza volt. Az 1930-as évek elején John Russell Pope átalakította az épületet, hogy alkalmas legyen az érdeklődő  közönség számára. 1935. december 16-án nyílt meg a közönség részére.
A Frick-gyűjtemény az egyike az Egyesült Államok magánmúzeumainak. A múzeum az eredetileg 6 szobás rezidenciából lett kialakítva. A gyűjteményben több híres és értékes festmény, szobor, és porcelán látható. A bútorzat 18. századi francia stílusú. Frick halála után lánya, Helen Clay Frick bővítette a gyűjteményt.

## Festmények
A gyűjteményben található többek között Jean-Honoré Fragonard mesterműve, a Bontakozó szerelem, Johannes Vermeer három festménye, köztük a Hölgy és komornája, valamint Piero della Francesca Keresztelő Szent János.
A gyűjteményben a következő művészek képei találhatók:
- Barna da Siena
- Gentile da Fabriano
- Giovanni Bellini
- François Boucher
- Cimabue
- John Constable
- Jean-Baptiste Camille Corot
- Jacques-Louis David
- Aelbert Cuyp
- Thomas Gainsborough
- El Greco
- Francisco Goya
- Frans Hals
- Malvina Hoffman
- Hans Holbein, ifj.
- Rembrandt
- Jean Auguste Dominique Ingres
- Pierre-Auguste Renoir
- Andrea Riccio
- Jacob van Ruisdael
- Tiziano Vecellio
- J. M. W. Turner
- Anthony Van Dyck
- Diego Velázquez
- James McNeill Whistler
- Jan van Eyck

## Válogatás a képekből

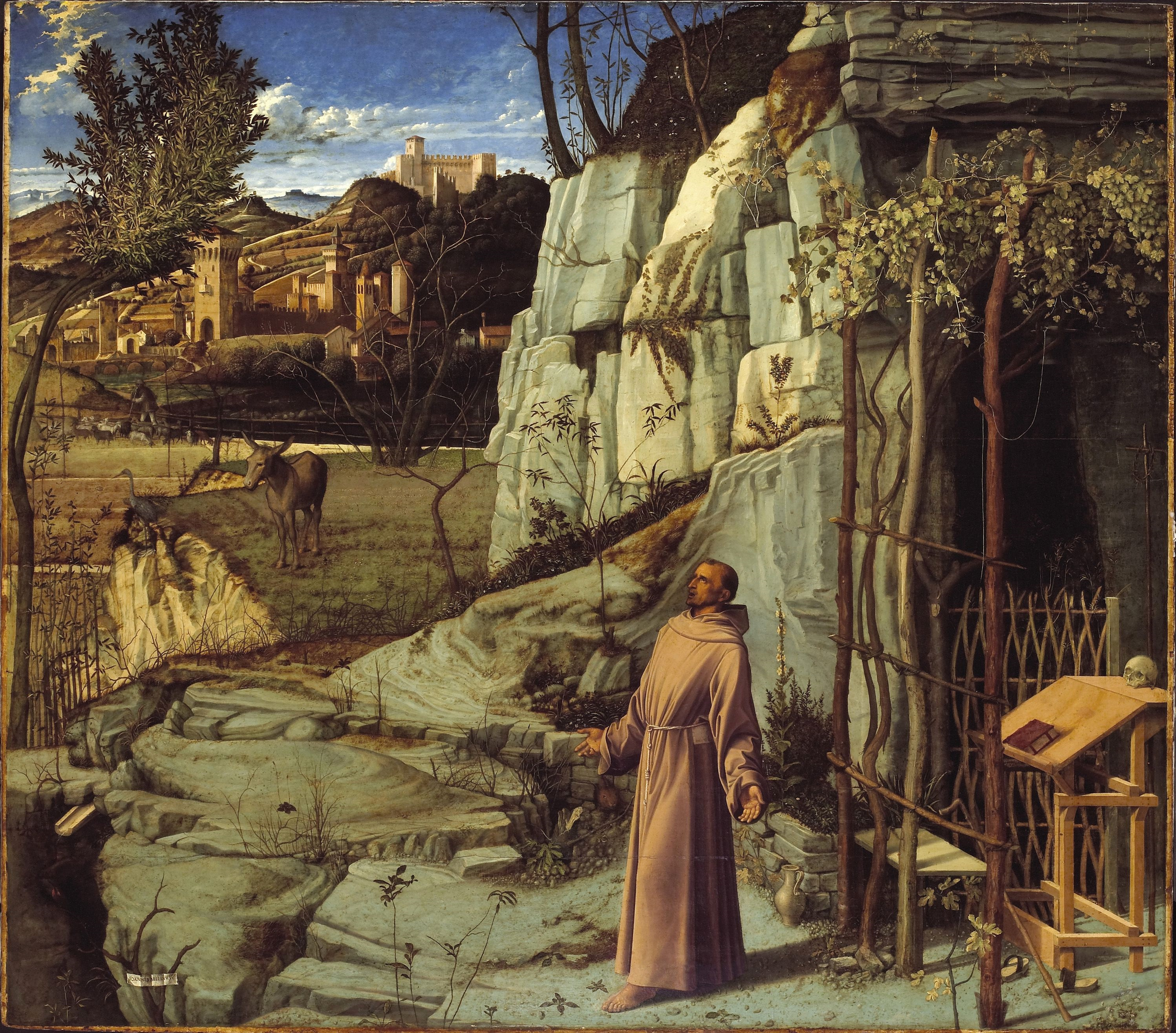
Giovanni Bellini :Szt.Ferenc extázisban
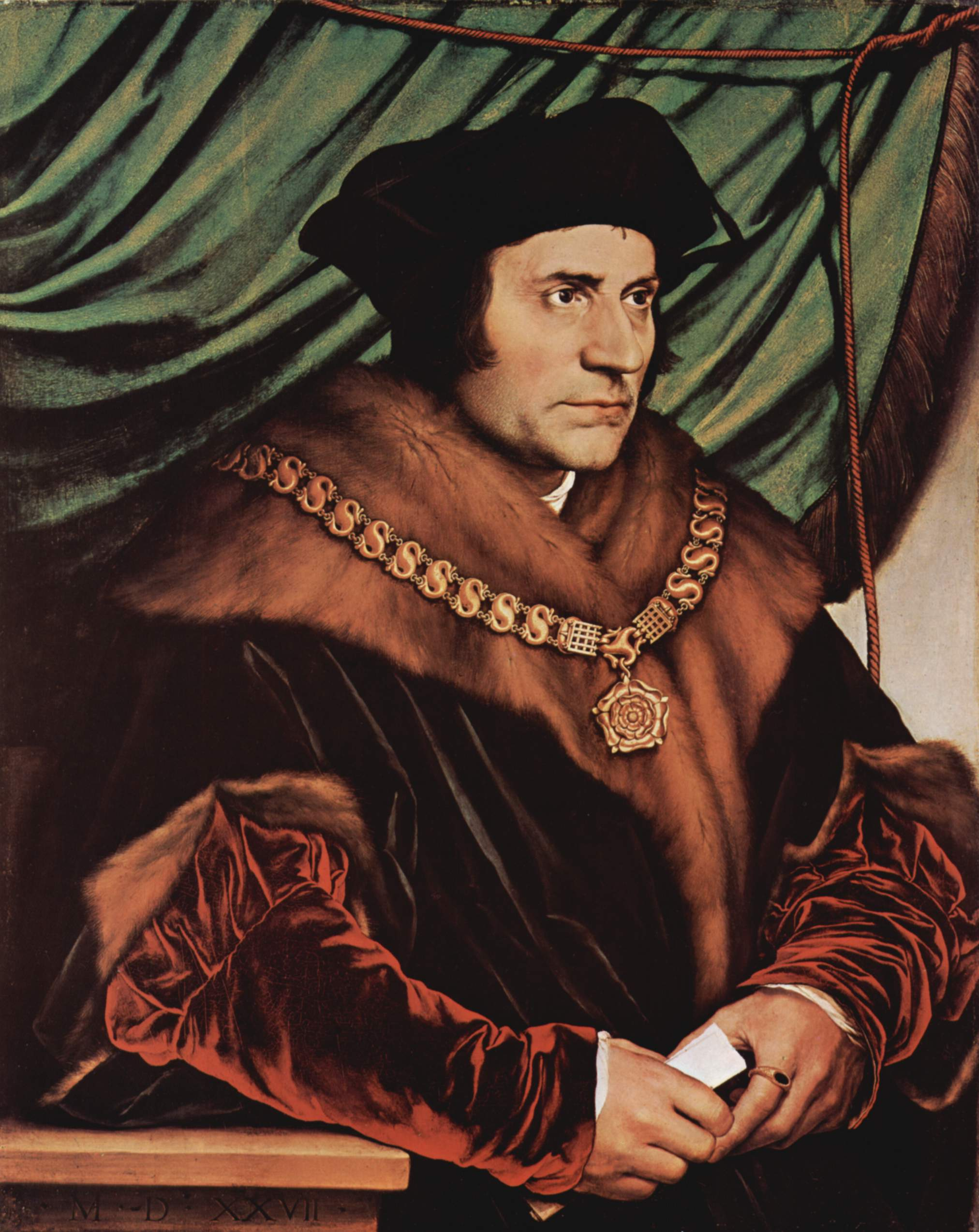
Hans Holbein: Thomas More
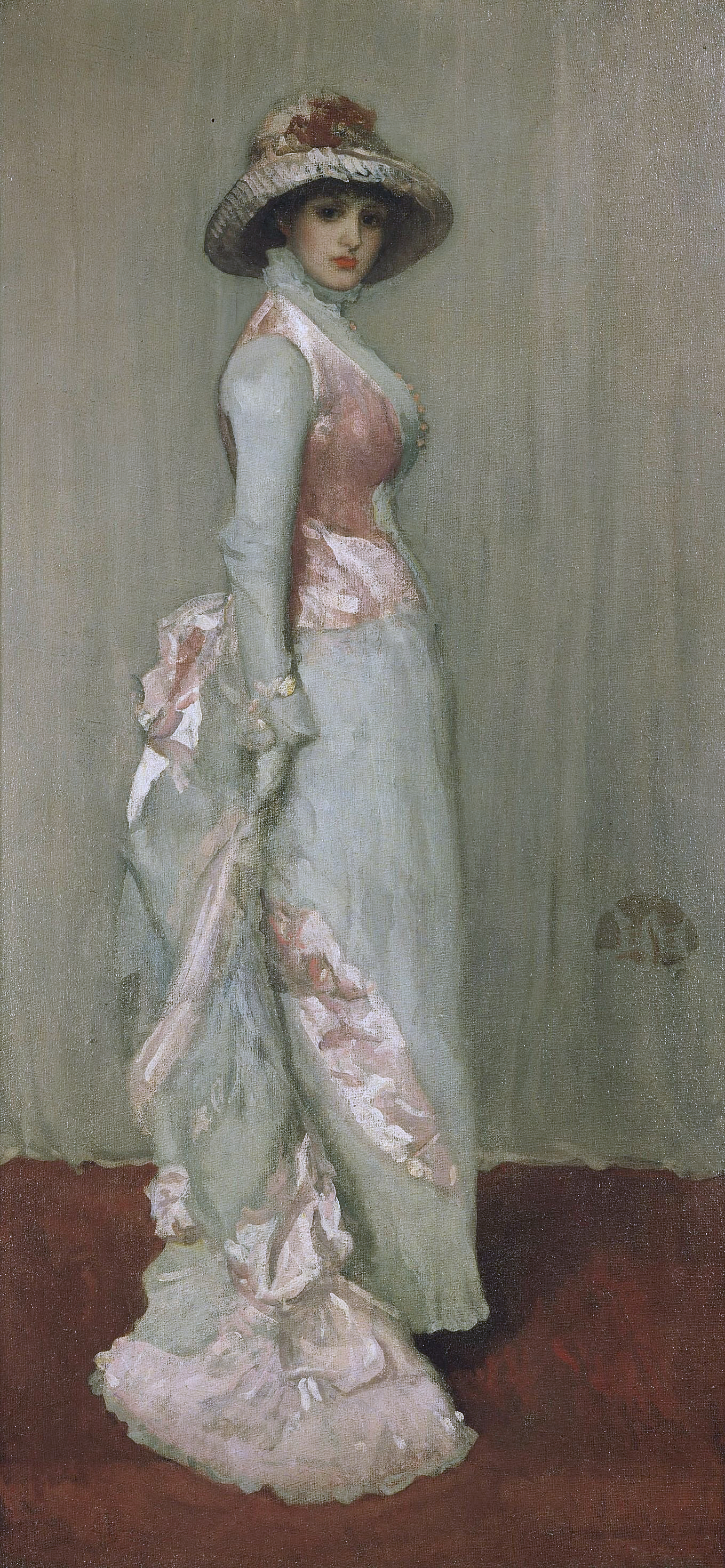
James Abbot: Harmónia
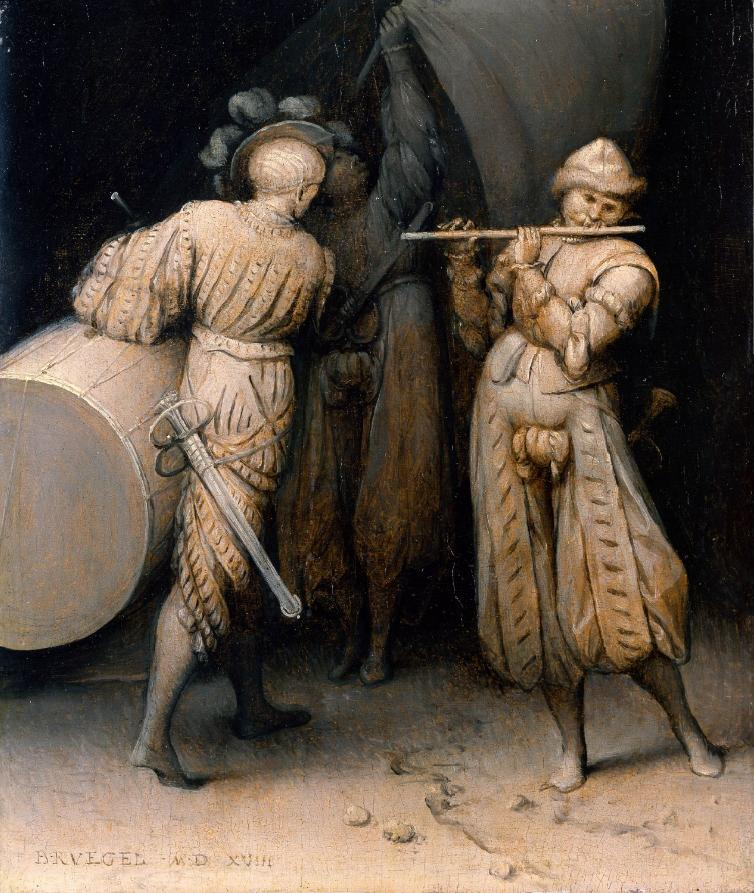
Idősbb Pieter Brueghel: Három katona
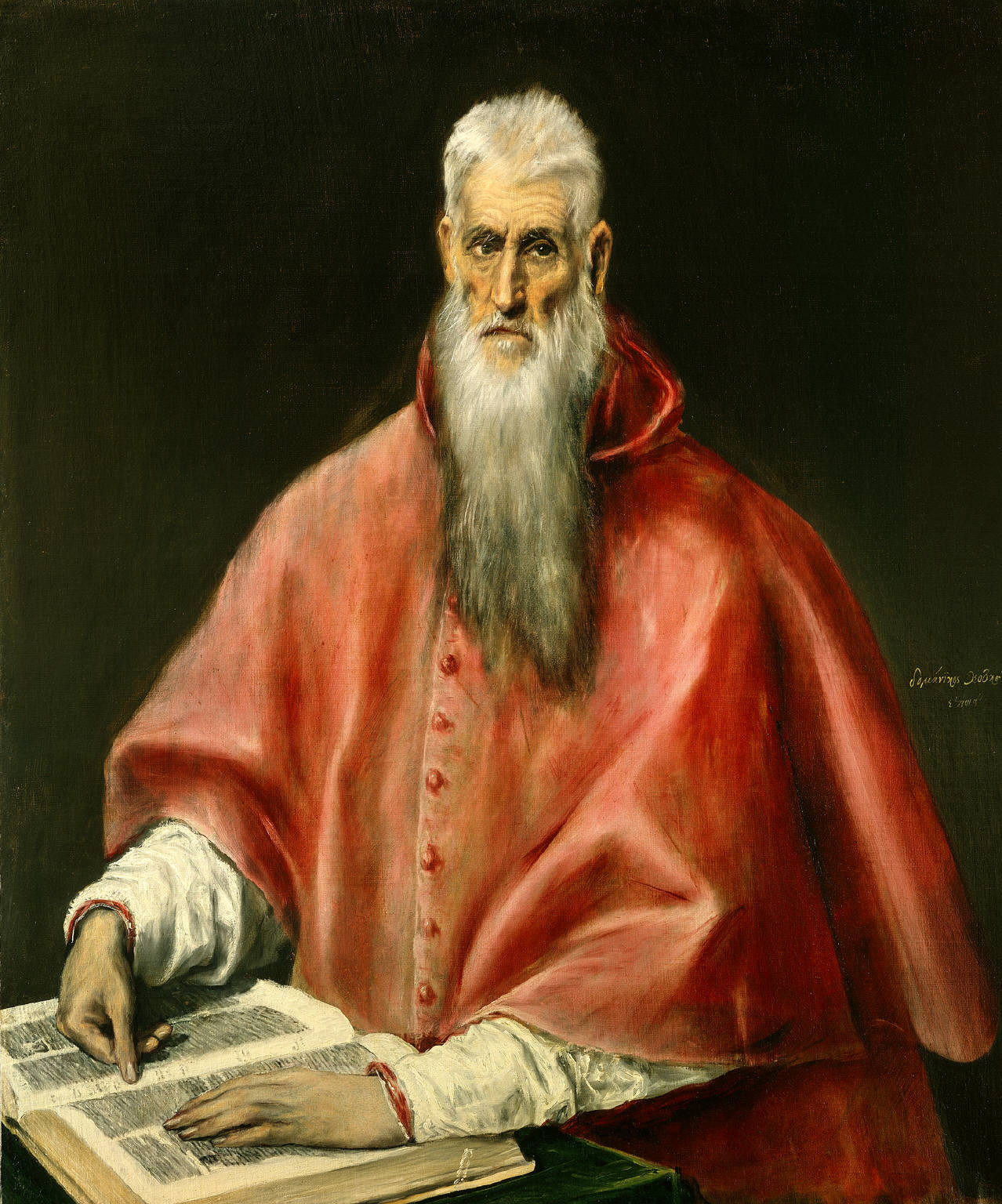
El Greco: Szt.Jeromos
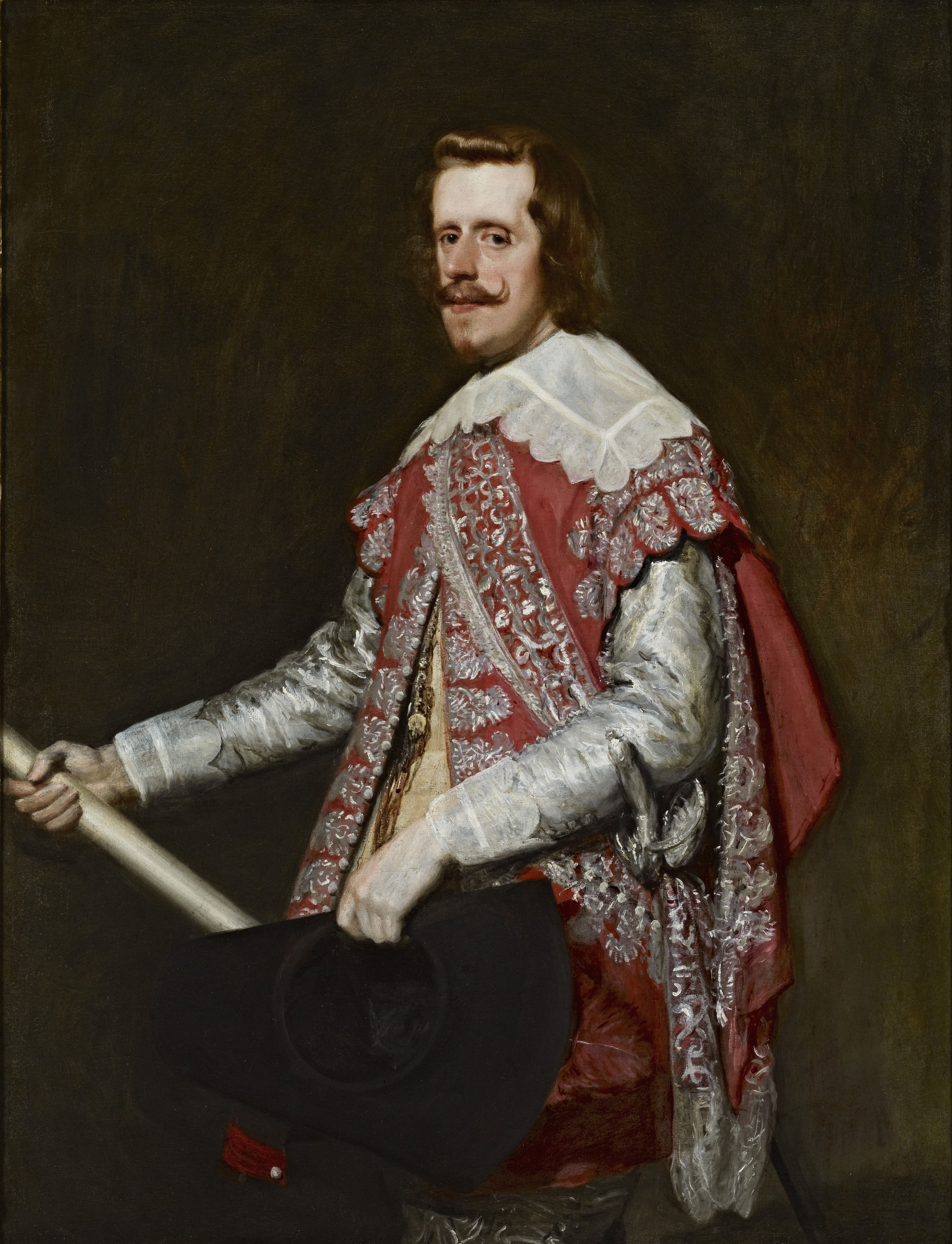
Diego Velázquez: IV.Fülöp
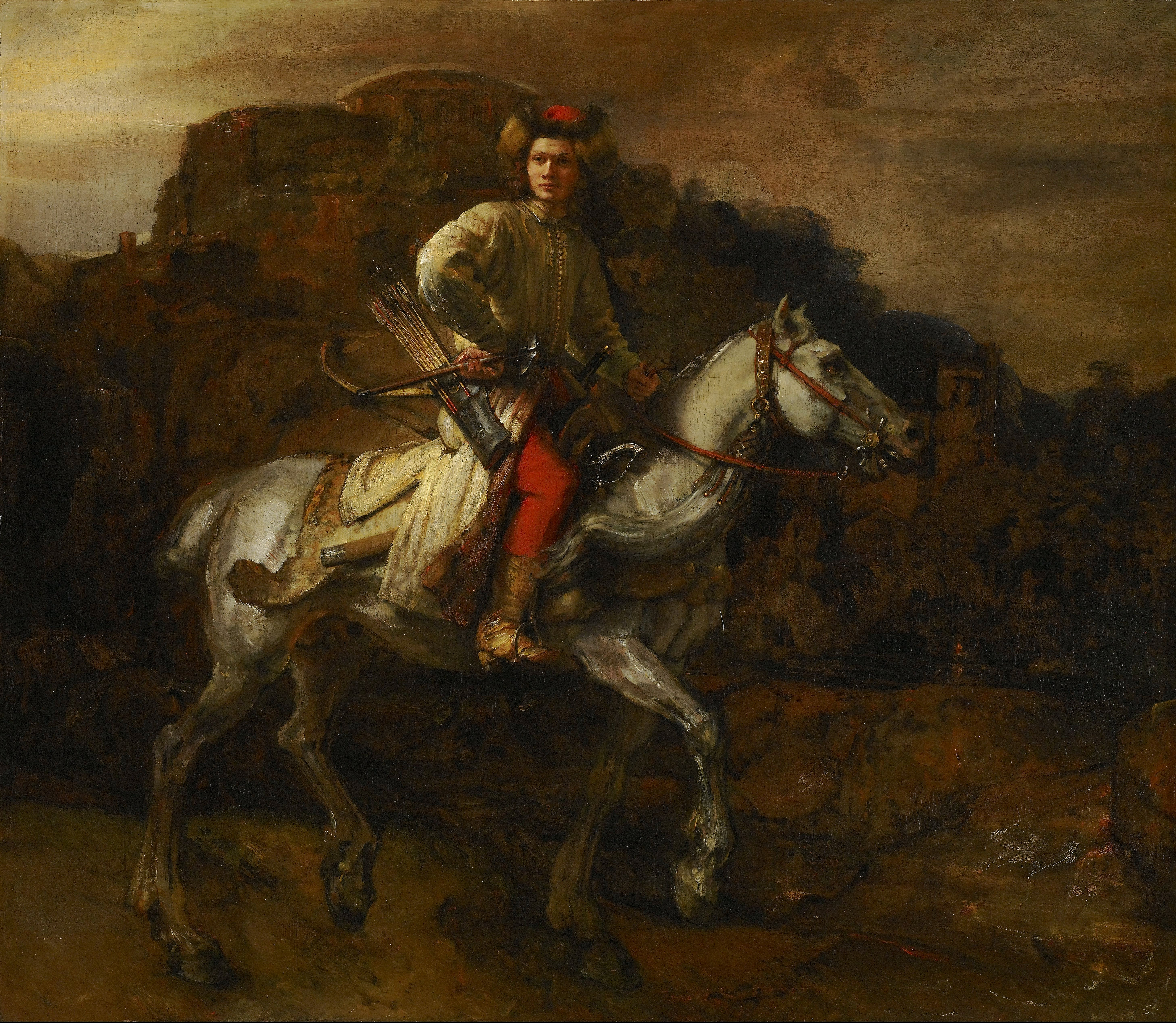
Rembrandt: Lengyel lovas
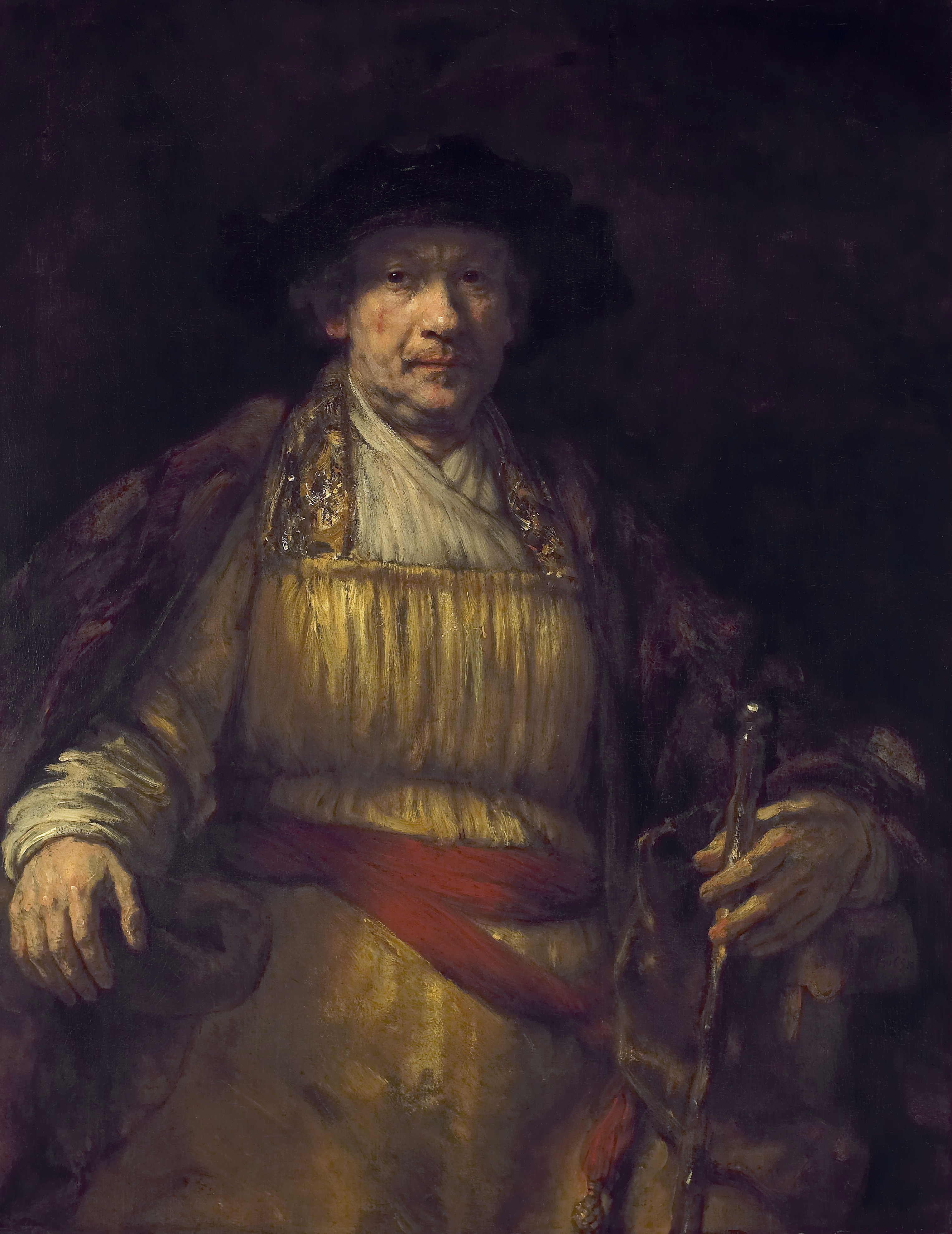
Rembrandt: Önarckép
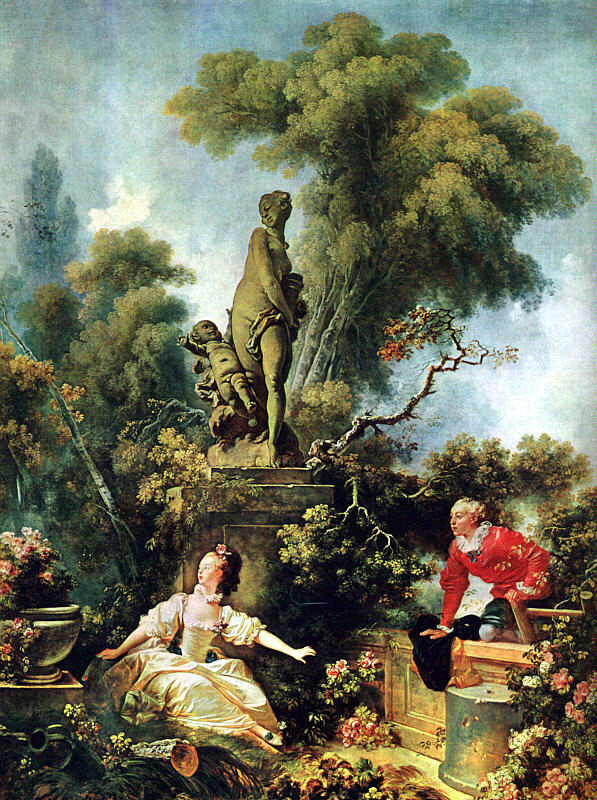
Jean Honore Fragonard: Titkos találka
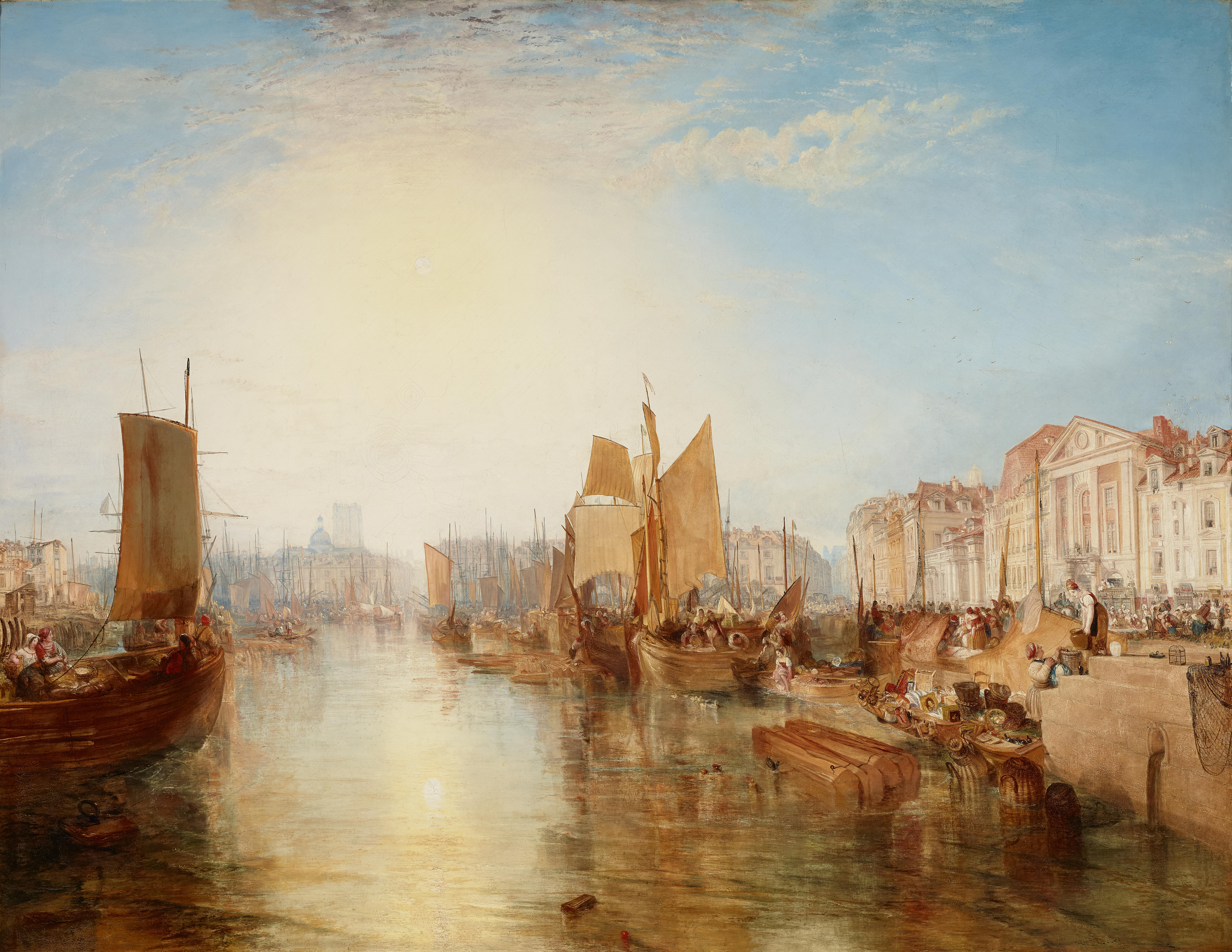
Turner: Dieppe kikötője
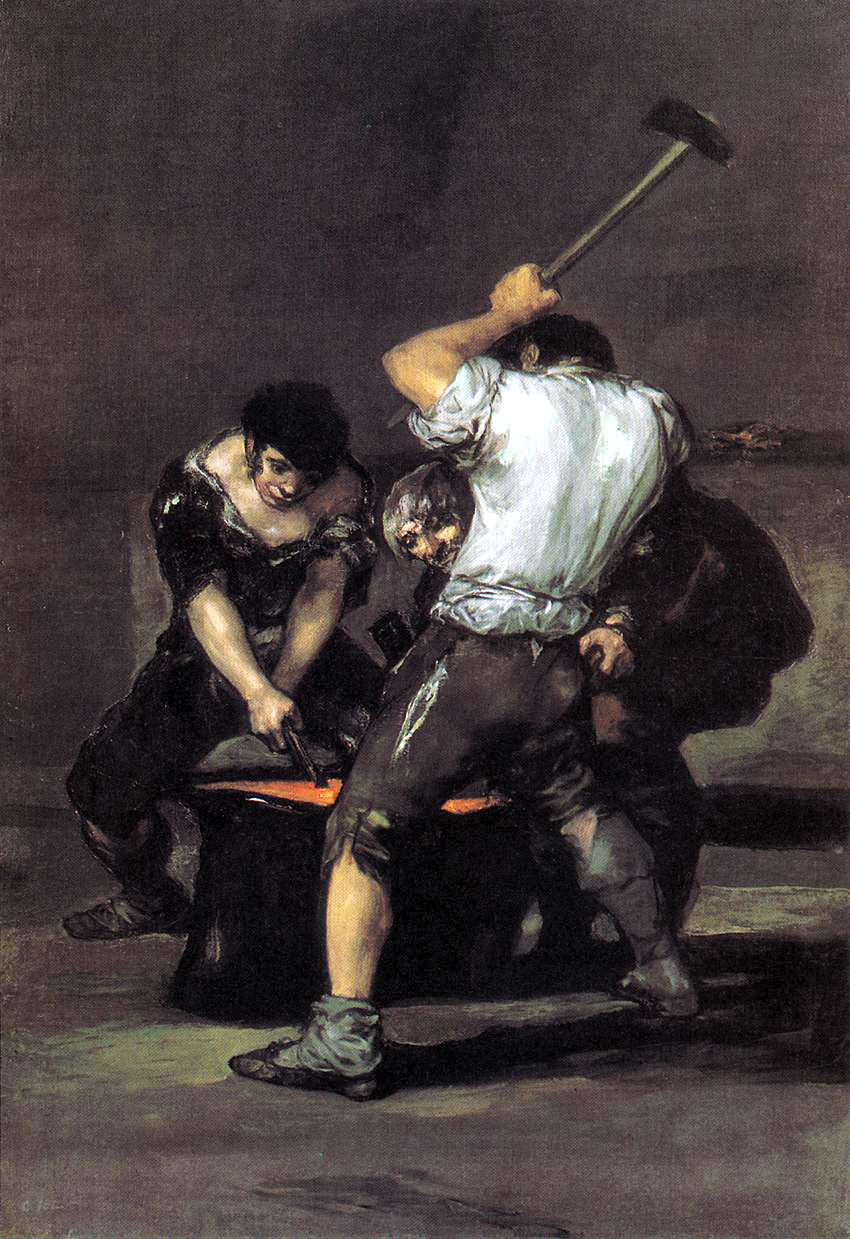
Francisco Goya: Kovácsműhely